# Simon van Poelgeest
Simon van Poelgeest (Amsterdam, 27 augustus 1900 - Haarlem 9 juli 1978) was een Nederlandse baanwielrenner. Hij nam deel aan de Olympische Zomerspelen van 1924 waar hij samen met Gerard Bosch van Drakestein, Jan Maas en Frans Waterreus zevende werd op de ploegenachtervolging.